# خزینه‌دار کردن استوانه‌ای

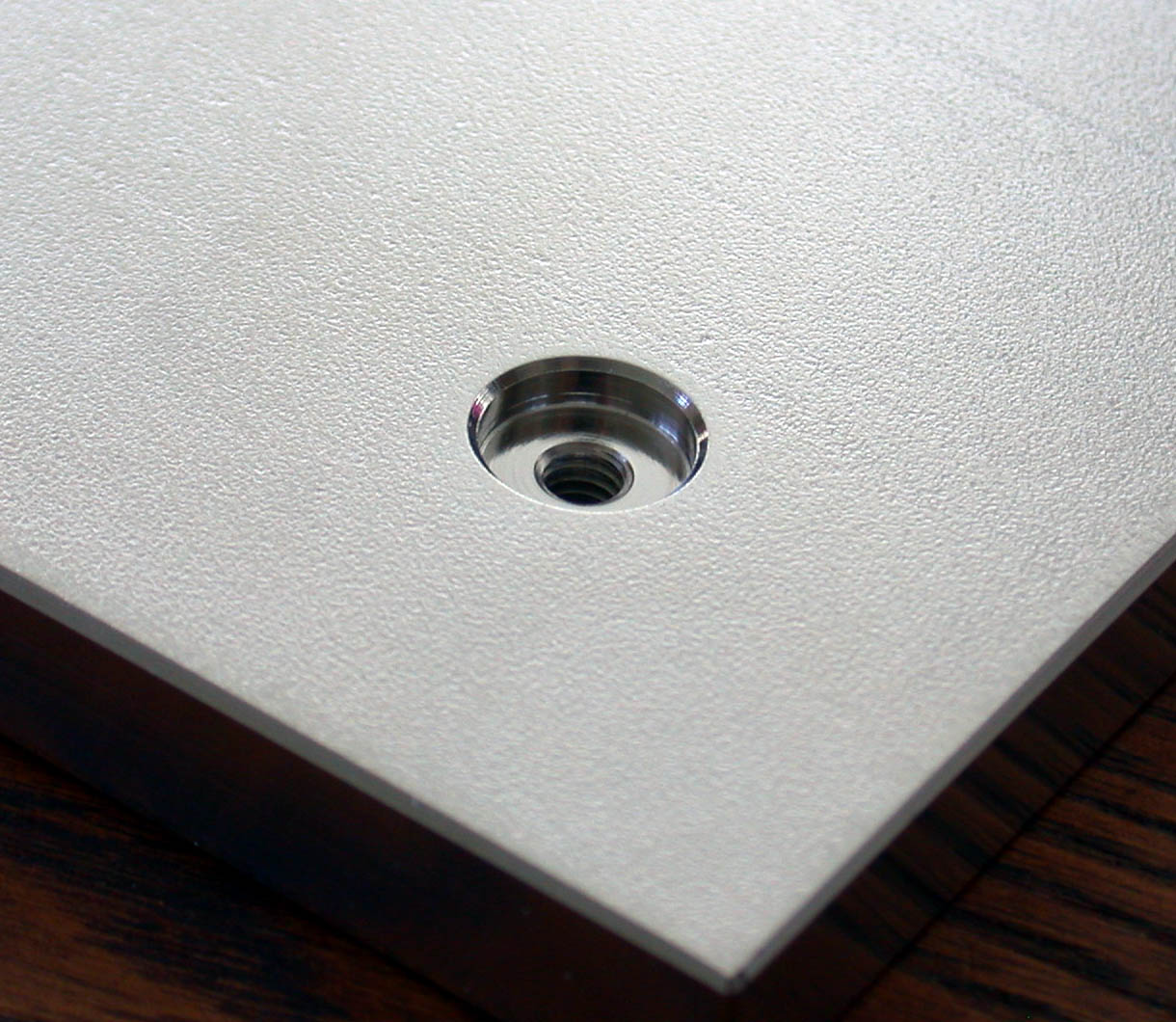
یک سوراخ در یک صفحه فلزی

سوراخ خرینه دار (نماد: ⌴ ) یک سوراخ استوانه‌ای با کف مسطح یا غیر مسطح است که به وسیله، وسیله ای به نام خزینه زن ایجاد میشود. یک سوراخ متقابل معمولاً زمانی استفاده می‌شود که یک اتصال دهنده، مانند پیچ آلن یا پیچ سر پرکننده، برای قرار گرفتن همسطح یا زیر سطح قطعه کار مورد نیاز است.
در حالی که سوراخ خزینه بزرگ شدن یک سوراخ کوچکتر با کف مسطح است، یک سوراخ خزینه مخروطی شکل آن است. یک Spotface اغلب به شکل یک سوراخ بسیار کم عمق است.
همانطور که در بالا ذکر شد، برش‌هایی که سوراخ‌های خزینه تولید می‌کنند اغلب سوراخ‌های خزینه نامیده می‌شوند.
نماد کاراکتر یونیکد U+2334 ⌴ counterbore است

## توضیحات

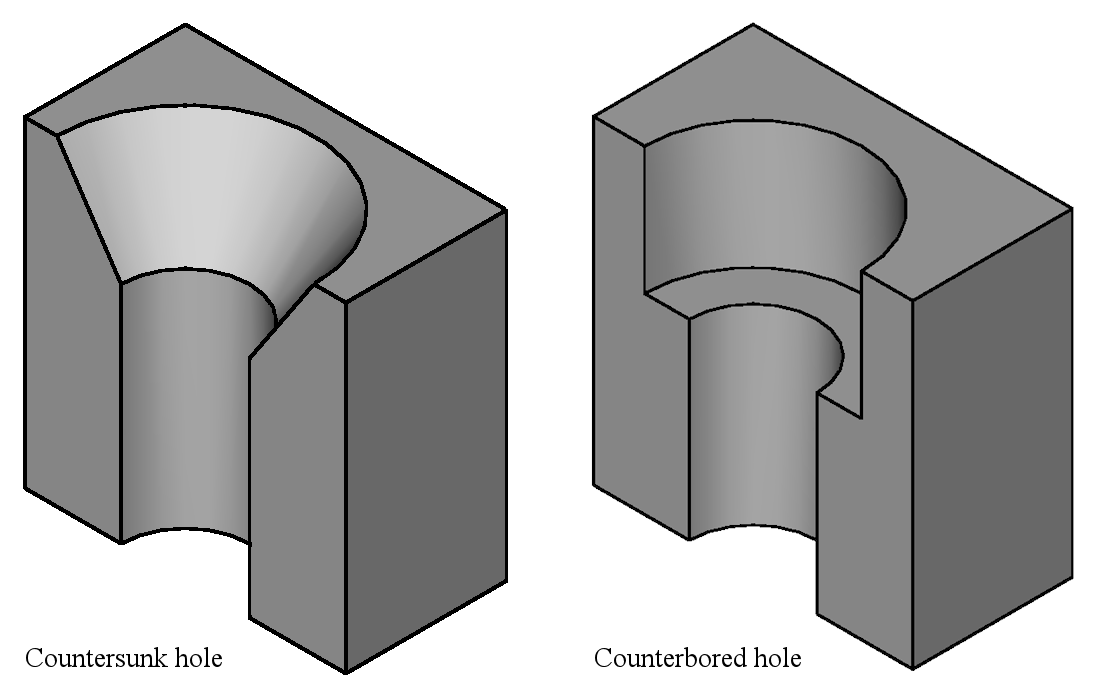
مقایسه سوراخ‌ خزینه های مخروطی و استوانه ای.

سوراخ خزینه با علامت E

سوراخ خزینه معمولاً زمانی استفاده می‌شود که سر یک اتصال دهنده، مانند سر پیچ آلن ، همسطح یا زیر سطح قطعه کار باشد.
برای یک Spotface (SF)، مواد را از یک سطح جدا می کنند تا آن را صاف و مسطح کند، معمولاً برای یک اتصل دهنده یا یک بلبرینگ(یاتاقان) . معمولاً روی قطعات کاری که آهنگری یا ریخته گری می شوند، Spotface  لازم است. معمولاً از ابزاری به نام مته خزینه برای Spotface  استفاده می شود، اگرچه ممکن است از تیغه انگشتی نیز استفاده شود. تنها متریال مورد نیاز برای این کار، تراشیدن برای داشتن سطخ صاف می باشد..
همچنین خزينه دار کردن استوانه ای برای ایجاد یک سطح عمود بر سر بست در یک سطح غیر عمود استفاده می شود. اگر این امکان پذیر نیست، ممکن است به یک مهره خود تراز شونده با T نیاز باشد.
در مقایسه با یک سوراخ خزینه مخروطی که یک سوراخ مخروطی ایجاد می کند و برای قرار دادن یک پیچ سر صاف استفاده می شود.
استانداردهایی برای اندازه سوراخ ها، به ویژه برای قسمت های بالایی روی سطح وجود دارد. این استانداردها می توانند بین شرکت ها و بین سازمان های استاندارد متفاوت باشند. به عنوان مثال، در دفترچه راهنمای طراحی بوئینگ BDM-1327 بخش 3.5، قطر اسمی Spotface با اندازه اسمی برش برابر است و برابر با قطر سطح تخت آن به اضافه دو برابر شعاع نوار است. این بر خلاف تعریف ASME Y14.5-2009 از Spotface است که برابر با قطر سطح تخت است.

## ماشین کاری

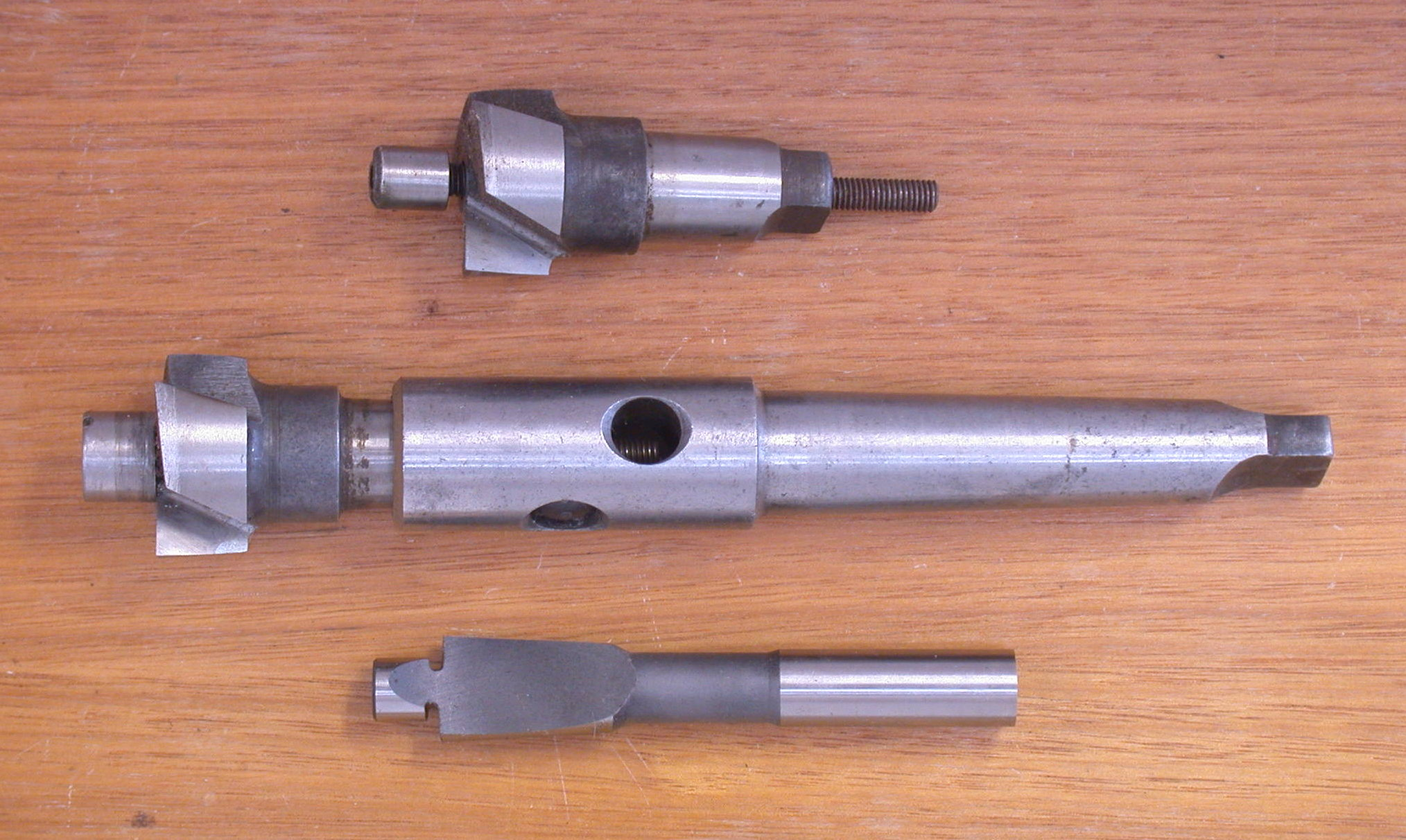
دو نوع ابزار خزینه

ابزار خزینه ها با ابعاد مشحص برای اندازه خاصی از پیچ ساخته می شوند یا در اندازه هایی تولید می شوند که به اندازه پیچ خاصی مربوط نمی شوند. در هر صورت، نوک ابزار خزینه دارای یک بخش با قطر کم شده  است که به عنوان هدایتگر شناخته می شود، این یک ویژگی ضروری برای اطمینان از تمرکز بین سوراخ خزینه و سوراخ در حال سوراخ شدن میباشد. سوراخ‌هایی که با اندازه‌های پیچ خاص مطابقت دارند، عموماً دارای هدایتگر های یک شکل هستند که با قطر سوراخ مربوط به یک اندازه پیچ  مشخص (مثلاً 0.191 اینچ برای یک پیچ ماشین شماره 10 ) متناسب است. سوراخ‌های خزینه که به اندازه پیچ خاصی مربوط نمی‌شوند، به گونه‌ای طراحی شده‌اند که یک هدایتگر با قابلیت حذف یا اضافه کردن را داشته باشند، و به هر اندازه سوراخ مشحصی اجازه می‌دهند تا با اندازه‌های مختلف سوراخ تطبیق داده شود. هنگام اجرای برش در دستگاه فرز که از استحکام آن اطمینان حاصل شده  و محل مرکز سوراخ قبلاً از طریق موقعیت XY به دست آمده است، هدایتگر اهمیت چندانی ندارد.

## همچنین
- سینک کن